# فراموش‌شدگان استرالیایی
فراموش‌شدگان استرالیایی (انگلیسی: Forgotten Australians) یک عبارت جدال‌برانگیز است که توسط عده‌ای به حدود ۵۰۰۰۰۰ کودک و کودکان مهاجر اطلاق می‌گردد.

## تاریخچه
این کودکان در قرن بیستم به کمپ‌ها یا مؤسسات خارج از خانواده در استرالیا سپرده شدند تا مورد مراقبت قرار گیرند و بزرگ شوند. سنای استرالیا این عبارت را مخصوصاً هنگامیکه با گزارش «تحقیقات در مورد کودکان در کمپ‌های مراقبتی» در سال‌های ۲۰۰۳–۲۰۰۴ مواجه شد، بکار برد. کودکانی که خارج از خانواده مراقبت و بزرگ می‌شدند دلایل مختلفی داشت از جمله فقر یا فروپاشی خانواده. این در زمانی بود که حمایت کمی برای خانواده‌های بحران‌زده وجود داشت. کمپ‌های مسکونی که در نیمه نخست قرن بیستم توسط دولت یا سازمان‌های غیردولتی اداره می‌شدند از استانداردهای مراقبتی بیرون از خانواده برخوردار بودند. گاهی کودکانی که در این‌گونه کمپ‌ها نگهداری می‌شدند را برای مدت کوتاهی به پرورشگاه می‌آوردند. از سال‌های ۱۹۵۰ یک گرایش به سوی گروه‌های کوچکتر و از سال‌های ۱۹۷۰ حرکتی به سمت خارج از کمپ‌های مراقبتی نظیر مراقبت‌های خویشاوندی و پرورشگاهی شروع شد.

## آزار و اذیت کودکان
بسیاری از این کودکان از سهل‌انگاری‌هایی که در کمپ‌ها در دوران مراقبت در حق آن‌ها شده یا سوء استفاده‌های جنسی یا فیزیکی که از آن‌ها شده بود رنج می‌برند. بازماندگان این نسل هنوز از آثار کودک آزاری این دوران در عذاب هستند. آسیب‌های دوران مراقبت تأثیرات منفی خود را حتی در دوران بلوغ روی افراد خارج شده از این‌گونه مؤسسات برجای گذاشته‌است. والدین و فرزندان این افراد این تأثیرات را نیز حس می‌کنند، که می‌تواند در نسل‌های بعد هم جاری شود. در سال ۲۰۰۹ یک مقام دولتی استرالیایی از مردمی که در چنین مؤسساتی پرورش یافته‌اند عذرخواهی کرد، که شامل فرزندان مهاجران بعدی هم می‌شد. بعداً عذرخواهی توسط کوین رود نخست‌وزیر نیز انجام شد. برخی مؤسسات دولتی طرح‌هایی جهت جبران خسارات برای بزرگسالانی که در دوران مراقبت مورد سوء استفاده قرار گرفته بودند پیشنهاد کردند و بودجه‌ای هم در نظر گرفتند.